# Boris Michailowitsch Morros
Boris Michailowitsch Morros (russisch Борис Михайлович Моррос; * 1. Januar 1891 in Sankt Petersburg, Russisches Kaiserreich; † 8. Januar 1963 in New York City, New York) war ein russischer, später US-amerikanischer Filmproduzent, Filmkomponist und musikalischer Leiter.

## Leben
Boris Morros wirkte in den 1930er und 1940er Jahren bei zahlreichen Filmproduktionen als musikalischer Leiter mit, häufig auch als Komponist. 1936 lag die musikalische Leitung des Films Die Dschungel-Prinzessin (The Jungle Princess) in seinen Händen. Für Cecil B. DeMilles Film Der Freibeuter von Louisiana (1938) war er zusammen mit George Antheil für die Musik verantwortlich. Auch für Henry Hathaways Film Piraten in Alaska steuerte er die Musik zusammen mit Dimitri Tiomkin, Frank Loesser und Burton Lane bei.
Gelegentlich wirkte er auch als Produzent. Zu einer der bekanntesten der vielen Hollywood-Produktionen, für die er tätig war, zählt der Klassiker des Westerngenres Ringo (Stagecoach) von Regisseur John Ford. Hier hatte Morros die musikalische Leitung inne. Seine Kollegen Richard Hageman, William Franke Harling, John Leipold und Leo Shuken wurden für die Bearbeitung der Filmmusik mit einem Oscar ausgezeichnet.
Morros war sowohl als KGB-Agent als auch als FBI-Informant tätig. Basierend auf seinem Roman entstand der Spielfilm  Geheimakte M (1960).